# Wakefield (nouvelle)
Pour les articles homonymes, voir Wakefield (homonymie).
Wakefield est une nouvelle de l'écrivain américain Nathaniel Hawthorne publiée en 1835 dans The New-England Magazine. Le narrateur y raconte l'histoire de Wakefield, un personnage énigmatique ayant décidé de quitter un jour sa femme et son foyer pour n'y revenir que vingt ans plus tard, sans donner de raisons précises à sa démarche.
La nouvelle est reprise en 1837 dans le recueil Twice-Told Tales.

## Résumé
Wakefield habite à Londres avec sa femme. C'est un homme commun qui ne se distingue en rien des autres hommes. Pourtant, il décide un jour de partir en voyage et fait croire à sa femme qu'il s'en va travailler à la campagne et qu'il reviendra d'ici trois ou quatre jours. Il s'absentera en réalité pendant vingt ans, prenant un appartement dans une rue voisine dans lequel il s'enferme et observe sa femme vivre pendant son absence jusqu'à le croire mort. Sans but apparent, ne sachant trop pourquoi il entame une telle entreprise, Wakefield ne cesse de reporter la date de son retour et se déguise afin de mieux observer les réactions de son foyer sans sa présence. Vingt ans plus tard, il frappe à la porte de sa maison, sa femme ouvre et Wakefield retourne dans sa demeure comme si rien ne s'était passé.

## Analyse
Le narrateur ayant appris l'histoire de Wakefield dans un journal ou un magazine, il décide de la raconter au lecteur pour essayer de comprendre les motivations du personnage. "Je pense que l'incident, écrit-il, bien que d'une originalité absolue, sans exemple, et probablement sans postérité, est susceptible d'éveiller un sentiment généreux de compassion chez n'importe quel être humain". Le narrateur laisse une grande liberté au lecteur dans l'interprétation du fait, tout en s'essayant à une interprétation dans les derniers mots de l’œuvre : "Parmi la confusion apparente de notre monde mystérieux, les individus sont si bien ajustés à un système, et les systèmes les uns aux autres, et le tout ensemble, que, en s'effaçant un court instant, un homme s'expose au risque terrible de perdre sa place à jamais".
Le narrateur suit en tout cas le protagoniste tout au long de l’œuvre et devient lui-même un personnage qui prend contact avec Wakefield, l'apostrophant de temps en temps et lui donnant conseil. Personnage apparemment solitaire, Wakefield se trouve donc en réalité dans une grande proximité avec le narrateur qui le côtoie et l'observe au jour le jour.

## Réception
En 2001, l'écrivain argentin Eduardo Berti a publié un pendant à cette histoire, Madame Wakefield (nommé pour le prix Fémina). L'auteur y présente cette histoire non plus sous le point de vue de Wakefield mais sous celui de sa femme, qui cesse très vite d'être dupe du jeu de son mari et découvre sa supercherie.
Dans Autres Inquisitions (1952), un essai sur Hawthorne, l'écrivain argentin Jorge Luis Borges assimile Wakefield à l'univers de Kafka, « un monde de châtiments énigmatiques et de fautes indéchiffrables », et fait ainsi de Nathaniel Hawthorne l'un de ses précurseurs.
Plusieurs critiques ont vu un parallèle entre la figure de Wakefield et celle du personnage de Bartleby d'Herman Melville (d'ailleurs grand ami de Nathaniel Hawthorne).

## Adaptation cinématographique
- 2016 : Wakefield, film américain réalisé par Robin Swicord, avec Bryan Cranston et Jennifer Garner. Le film est une adaptation par E. L. Doctorow de sa propre nouvelle éponyme qui est elle-même une réécriture de la nouvelle de Nathaniel Hawthorne, Doctorow s'étant borné, pour l'essentiel, à resituer le récit aux États-Unis à l'époque contemporaine.